# Ban Chao
Ban Chao (32-102), nombre de cortesía Zhongsheng, fue un general chino, explorador y diplomático de la dinastía Han Oriental. Nació en Fufeng, ahora Xianyang, Shaanxi. Tres de sus familiares — su padre, Ban Biao, su hermano, Ban Gu, y su hermana, Ban Zhao — eran historiadores bien conocidos, que escribieron el histórico Libro de Han, que registra la historia de la Dinastía Han Occidental. Como general y comandante de caballería de Han, Ban Chao estaba a cargo de administrar las "Regiones Occidentales" (Asia Central) mientras estuvo en servicio. También dirigió las fuerzas de Han por más de 30 años en la guerra contra los Xiongnu y aseguró el control sobre la región de la cuenca del Tarim. Le fue otorgado el título de "Protector General de las Regiones Occidentales" por el gobierno Han por sus esfuerzos en proteger y gobernar las regiones. Ban Chao está representado en Wu Shuang Pu de Jin Guliang (無雙 譜, Tabla de héroes incomparables).

## Control de la cuenca del Tarim
Ban Chao, como sus predecesores, Huo Qubing y Wei Qing de la dinastía Han, fue eficaz en expulsar a los Xiongnu de la cuenca del Tarim, y puso a varios pueblos de las Regiones Occidentales bajo gobierno chino durante la segunda mitad del siglo I, ayudando a abrir y asegurar las rutas comerciales al oeste. Fue generalmente superado en número, pero jugó hábilmente con las divisiones entre sus adversarios. Los reinos de Jotán y Kasgar quedaron bajo control chino hacia el año 74.

Pan Ch'ao aplastó rebeliones recientes en Kashgar (80,87) y Yarkand (88), e hizo a los Wusun de Ili sus aliados
René Grousset

Ban Chao fue llamado a Luoyang, y enviado otra vez al área de la Región Occidental cuatro años más tarde, durante el reinado del nuevo emperador Han Zhangdi. Obtuvo la ayuda militar del Imperio kushán en 84 para repeler al reino de Kangju, que intentaba apoyar la rebelión del rey de Kasgar, y al año siguiente en su ataque sobre Turfán, en la cuenca oriental de Tarim. Ban Chao finalmente puso la totalidad de la cuenca del Tarim bajo control chino.
En reconocimiento por su apoyo a los chinos, los kushán, (citados como Yuezhi en las fuentes chinas) pidieron, pero les fue negada, una princesa Han, incluso a pesar de haber enviado regalos a la corte china. En represalia, marcharon contra Ban Chao en el año 90, con una fuerza de 70 000 hombres, pero, agotados por la expedición, finalmente fueron rechazados por una fuerza china más pequeña. Los Yuezhi retrocedieron y pagaron tributo al Imperio chino. (Más tarde, durante el período Yuanchu, 114-120, los kushán enviaron una fuerza militar para instalar a Chenpan, que había sido un rehén entre ellos, como rey de Kasgar).
En 91, Ban Chao finalmente logró pacificar las Regiones Occidentales y le fue otorgado el título de Protector General con sede en Qiuci (Kucha). Un coronel Wuji fue restablecido y, al mando de quinientos soldados, acampó en el reino cercano de Jushi, dentro de las murallas de Gaochang, 29 kilómetros al sureste de Turfán. En 94, Chao procedió de nuevo a atacar y derrotó a Yanqi [Karashahr]. Posteriormente, más de cincuenta reinos presentaron rehenes, y se sometieron en el interior.
En 97 Ban Chao envió un embajador, Gan Ying, que logró alcanzar el golfo Pérsico y dejó el primer relato chino sobre Europa. Algunos autores modernos han incluso reclamado que Ban Chao llegó hasta el mar Caspio, pero esta interpretación ha sido criticada como errónea.
En 102, Ban Chao fue retirado como Protector General de las Regiones Occidentales debido a su edad y mala salud, y volvió a la capital Luoyang, a la edad de 70 años, pero al mes siguiente murió allí en el noveno mes del decimocuarto año Yongyuan (30 de septiembre a 28 de octubre de 102 d. C.). Ver: Hou Hanshu, cap 77 (a veces dado como cap. 107). Después de su muerte, el poder de los Xiongnu en los Territorios Occidentales aumentó otra vez, y los emperadores chinos siguientes nunca lograron llegar tan lejos al oeste.